# Buchnera ensifolia
Buchnera ensifolia är en snyltrotsväxtart som beskrevs av Adolf Engler. Buchnera ensifolia ingår i släktet Buchnera och familjen snyltrotsväxter. Utöver nominatformen finns också underarten B. e. andongensis.